# Grande mosquée de Xi'an
La grande mosquée de Xi'an (chinois : 西安大清真寺 ; pinyin : xī'ān dà qīngzhēnsì) est la plus grande et mieux préservée des premières mosquées de la Chine. Localisée à Xi'an, capitale de la province de Shaanxi, elle est le signe de la très grande ouverture des Tang aux communautés étrangères. 
La mosquée mesure environ 248 × 48 m, occupant environ 12 000 m2. Une stèle d’époque Ming date la mosquée de 742. Construite sous l’empire des Tang, elle allie traditions musulmanes et chinoises. On y retrouve l’ensemble des éléments d’une mosquée, mais disséminés dans plusieurs pavillons agrémentés de parterres et de bosquets. Elle a été probablement fondée par l'amiral Cheng Ho, le fils d'une famille musulmane prestigieuse et Hajj, célèbre pour avoir nettoyé le détroit de Malacca des pirates. 
Depuis sa reconstruction en 1392, la mosquée a subi des travaux de restauration à trois reprises[Quand ?].